# Jensen S Type
La Jensen S Type è la prima autovettura prodotta dalla casa autonomistica britannica Jensen Motors dal 1936 al 1941.

## Descrizione
Prima vettura prodotta in serie dall'azienda, era dotata di motori Ford V8 provenienti dagli Stati Uniti e veniva costruita con parti di telaio provenienti dalla filiale Ford britannica e fornite dalla MBK Motors. L'auto è stata costruita su un telaio in acciaio, con i pannelli della carrozzeria in alluminio.
L'auto era disponibile con due motorizzazioni Ford Flathead V8 da 2227 o 3.622 cm³.